# Dyskografia Tycho
Poniższa lista obejmuje dyskografię amerykańskiego muzyka elektronicznego Tycho. Lista obejmuje 7 albumów studyjnych, 2 albumy remiksowe, 19 singli i 4 minialbumy.
Pierwsze nagranie muzyka, EP-ka The Science of Patterns, zostało wydane w 2002 roku nakładem własnym, natomiast jego pierwszy album studyjny, Sunrise Projector ukazał się 24 września 2004 roku.

## Albumy

### Albumy studyjne
| 2004                                                                                   | Sunrise Projector - Wydany: 24 września 2004 - Wytwórnia: Gammaphone - Format: CD, CD/DVD, LP, digital download         | —   | —  | —   | —   | —   |
| 2006                                                                                   | Past Is Prologue - Wydany: 25 października 2006 - Wytwórnia: Merck Records - Format: CD, LP, digital download           | —   | —  | —   | —   | —   |
| 2011                                                                                   | Dive - Wydany: 8 listopada 2011 - Wytwórnia: Ghostly International - Format: CD, 2xLP, digital download                 | —   | 22 | —   | —   | —   |
| 2014                                                                                   | Awake - Wydany: 18 marca 2014 - Wytwórnia: Ghostly International - Formaty: CD, LP, digital download                    | 23  | 2  | 104 | 143 | 159 |
| 2016                                                                                   | Epoch - Wydany: 30 września 2016 - Wytwórnia: Ghostly International - Formaty: CD, LP, digital download                 | 78  | 1  | 170 | —   | —   |
| 2019                                                                                   | Weather - Wydany: 12 lipca 2019 - Wytwórnia: Mom + Pop Music, Ninja Tune - Formaty: CD, LP, digital download            | 132 | 3  | —   | —   | —   |
| 2020                                                                                   | Simulcast - Wydany: 28 lutego 2020 - Wytwórnia: Mom + Pop Music, Ninja Tune - Formaty: CD, LP, digital download         | —   | 6  | —   | —   | —   |
| 2024                                                                                   | Infinite Health - Wydany: 30 sierpnia 2024 - Wytwórnia: Mom + Pop Music, Ninja Tune - Formaty: CD, LP, digital download | —   | —  | —   | —   | —   |
| — znak oznacza, że album nie był notowany na listach lub nie był wydany w danym kraju. | |     |    |     |     |     |

### Remix albumy
| 2016 | Awake Remixes - Wydany: 15 stycznia 2016 - Wytwórnia: Ghostly International - Formaty: CD, LP, digital download        | 3 | 42 |
| 2020 | Weather Remixes - Wydany: 18 grudnia 2020 - Wytwórnia: Mom + Pop Music, Ninja Tune - Formaty: CD, LP, digital download | — | —  |

## EP-ki
| Rok  | EP |
| ---- | --- |
| 2002 | The Science of Patterns - Wydany: 2002 - Wytwórnia: nakład własny - Formaty: CD, EP, digital download                           |
| 2007 | Past Is Prologue (Sampler) - Wydany: 23 stycznia 2007 - Wytwórnia: Merck - Formaty: EP                                          |
| 2012 | Fragments.Ascension (Tycho/Thievery Corporation - listopad 2012 - Wytwórnia: Ghostly, ESL Music - Formaty: EP, digital download |
| 2019 | Stress - Wydany: 12 grudnia 2019 - Wytwórnia: Mom + Pop Music, Ninja Tune - Formaty: EP, digital download                       |

## Single
| Rok                                                                                    | Tytuł                             | Pozycje na listach przebojów | Album                   |
| Rok                                                                                    | Tytuł                             | USA (Dance Digital)          | Album                   |
| 2007                                                                                   | „The Daydream” / „The Disconnect” | —                            | Past Is Prologue        |
| 2008                                                                                   | „Adrift” / „From Home”            | —                            | Past Is Prologue / Dive |
| 2009                                                                                   | „Coastal Brake”                   | —                            | Dive                    |
| 2011                                                                                   | „Hours”                           | —                            | Dive                    |
| 2011                                                                                   | „Dive” (radio edit)               | —                            | Dive                    |
| 2012                                                                                   | „Dive”                            | —                            | Dive                    |
| 2013                                                                                   | „Awake”                           | 21                           | Awake                   |
| 2014                                                                                   | „Montana”                         | 31                           | Awake                   |
| 2014                                                                                   | „Spectre”                         | —                            | Awake                   |
| 2014                                                                                   | „See”                             | —                            | Awake                   |
| 2016                                                                                   | „Division”                        | —                            | Epoch                   |
| 2016                                                                                   | „Epoch”                           | 27                           | Epoch                   |
| 2016                                                                                   | „Horizon”                         | —                            | Epoch                   |
| 2017                                                                                   | „See” (Tycho Featuring Beacon)    | —                            | Awake                   |
| 2017                                                                                   | „Local”                           | —                            | Epoch                   |
| 2018                                                                                   | „Horizon (Poolside Remix)”        | —                            | —                       |
| 2019                                                                                   | „Pink & Blue”                     | —                            | Weather                 |
| 2019                                                                                   | „Easy”                            | —                            | Weather                 |
| 2020                                                                                   | „Outer Sunset”                    | —                            | Simulcast               |
| — znak oznacza, że utwór nie był notowany na listach lub nie był wydany w danym kraju. |                                   |                              |                         |